# Dentalium agassizi
Dentalium agassizi är en blötdjursart som beskrevs av Henry Augustus Pilsbry och Sharp 1897. Dentalium agassizi ingår i släktet Dentalium och familjen Dentaliidae. Inga underarter finns listade i Catalogue of Life.